# Везел
Везел (њем. Wesel) град је у њемачкој савезној држави Северна Рајна-Вестфалија. Једно је од 12 општинских средишта округа Везел. Према процјени из 2010. у граду је живјело 61.203 становника. Посједује регионалну шифру (AGS) 5170048, NUTS (DEA1F) и LOCODE (DE WES) код.

## Географски и демографски подаци
Везел се налази у савезној држави Северна Рајна-Вестфалија у округу Везел. Град се налази на надморској висини од 23 метра. Површина општине износи 122,5 km². У самом граду је, према процјени из 2010. године, живјело 61.203 становника. Просјечна густина становништва износи 499 становника/km².

## Међународна сарадња
| Мјесто          | Држава               | Врста сарадње | Од    |
| --------------- | -------------------- | ------------- | ----- |
| Кембриџшир      | Уједињено Краљевство | партнерство   | 2000. |
| Белфелд         | Холандија            | контакт       | 2000. |
| Бесел           | Холандија            | контакт       | 2000. |
| Венло           | Холандија            | контакт       | 2000. |
| Тегелен         | Холандија            | контакт       | 2000. |
| Свалмен/Рермонд | Холандија            | контакт       | 2000. |
| Рормонд         | Холандија            | контакт       | 2000. |
|                 | САД                  | партнерство   | 1952. |
| Кентшин         | Пољска               | пријатељство  | 1956. |
| Филиксстоу      | Уједињено Краљевство | партнерство   | 1974. |
| Дарам           | Уједињено Краљевство | партнерство   | 2000. |
| Извор           |                      |               |       |